# Operation Slapstick
Operation Slapstick var en del af de allieredes invasion af Italien under 2. verdenskrig den 9. september 1943.
Operation bestod af landgange fra havet af den britiske 1st Airborne Division ved Taranto, en vigtig flådebase. Da den italienske regering havde overgivet sig den foregående dag og da der kun var få tyske styrker i området, blev tropperne landsat direkte i havnen fra krigsskibe i stedet for at lave et amfibieangreb. Modstanden var lille og byen og havnen blev erobret næsten lige med det samme. Briterne fik kun få tab.
Den amerikanske 5th Army gik også i land ved Salerno den samme dag. Allierede styrker havde allerede besat Italiens "tå" i Operation Baytown.